# Сібіряков Сергій Олександрович
Сергі́й Олекса́ндрович Сібіряко́в (нар. 1 січня 1982, Стрий, Львівська область, Українська РСР, СРСР) — український футболіст, півзахисник.

## Кар'єра
Дорослу футбольну кар'єру розпочав 2000 року у складі друголігового клубу «Цементник-Хорда» з Миколаєва Львівської області. На початку 2001 року перейшов до дніпропетровського «Дніпра», у складі якого виступав здебільшого за другу та третю команди клубу. Провів у Дніпропетровську 2 роки, протягом яких взяв участь лише у двох матчах головної команди клубу у вищій лізі чемпіонату України.
У 2003 році спробував сили у вищоліговій «Олександрії» та першоліговій луганській «Зорі». У 2004 виступав у Харкові, де захищав кольори місцевих «Металіста» та «Арсенала», а на початку 2005 року перейшов до сімферопольської «Таврії». Провів у кримській команді два сезони, протягом яких не зміг забезпечити собі постійне місце в основному складі.
На початку 2007 року уклав контракт з представником першої ліги української першості, київською «Оболонню». У новому клубі почав регулярно залучатися до стартового складу, допоміг команді за результатами сезону 2008/09 вибороти право виступів в елітному дивізіоні чемпіонату України.
Після того, як «Оболонь» припинила існування, футболіст перебрався до чернівецької «Буковини».
На початку 2014 року перейшов до армянського «Титана». Після закінчення сезону клуб припинив своє існування через анексію Криму Росією.
Після анексії Криму Росією отримав російський паспорт. У березні 2015 року став гравцем сімферопольського ТСК, за який дебютував 7 березня у матчі 1/8 фіналу Кубка Криму проти СКЧФ (Севастополь).